# Kornitsa
Kornitsa (Bulgaars: Корница) is een dorp in het zuidwesten van Bulgarije. Het dorp is gelegen in de gemeente Gotse Deltsjev, oblast Blagoëvgrad. Het dorp ligt 63 km ten zuiden van Blagoëvgrad en 120 km ten zuiden van Sofia.

## Bevolking
Het dorp wordt vooral bewoond door islamitische Bulgaren, ook wel Pomaken genoemd in de volksmond. Volgens de geograaf Vasil Kantsjov telde het dorp in 1900 zo’n 680 'Moslimbulgaren' in 90 huishoudens. In de eerste officiële telling van 1934 werden 1.183 inwoners geregistreerd in het dorp. Dit aantal nam toe tot een maximum van 1.947 inwoners in 1985. Het dorp verloor met name in de periode 1984-1989 relatief veel inwoners, als gevolg van de assimilatiecampagnes van het communistisch regime van Todor Zjivkov, waarbij alle moslims in Bulgarije christelijke of Bulgaarse namen moesten aannemen en afstand moesten doen van islamitische gewoonten. Op 31 december 2020 telde het dorp 1.591 inwoners.
|  |

Van de 1.666 inwoners reageerden er 1.530 op de optionele volkstelling van 2011. Daarvan identificeerden 1.234 personen zich als etnische Turken (81%), terwijl dit in feite Bulgaarse moslims zijn. Verder identificeerden 202 personen zich als etnische Bulgaren (13%) en 23 zigeuners (1,5%). Alhoewel het overgrote deel van de bevolking uit islamitische Bulgaren bestaat, vestigden zich na de Eerste Balkanoorlog ook enkele christelijke families in het dorp, die er anno 2021 nog steeds wonen.
| Etnische samenstelling van de respondenten (2011) | Etnische samenstelling van de respondenten (2011) | Etnische samenstelling van de respondenten (2011) | Etnische samenstelling van de respondenten (2011) | Etnische samenstelling van de respondenten (2011) |
| ------------------------------------------------- | ------------------------------------------------- | ------------------------------------------------- | ------------------------------------------------- | ------------------------------------------------- |
|                                                   |                                                   |                                                   |                                                   |                                                   |
| Bulgaren                                          | Bulgaren                                          |                                                   | 13,2%                                             | 13,2%                                             |
| Turken                                            | Turken                                            |                                                   | 80,7%                                             | 80,7%                                             |
| Roma                                              | Roma                                              |                                                   | 1,5%                                              | 1,5%                                              |
| Anders/Onbekend                                   | Anders/Onbekend                                   |                                                   | 4,6%                                              | 4,6%                                              |

In februari 2011 telde het dorp 1.666 inwoners, waarvan 304 personen tussen de 0-14 jaar oud (18%), 1.136 inwoners tussen de 15-64 jaar (68%) en 226 inwoners van 65 jaar of ouder (14%).